# Adalberts Bubenko
Adalberts Bubenko (16. januar 1910 i Mõisaküla i Guvernement Livland – 7. juli 1983 i Toronto i Canada) var en lettisk kapgænger.
Bubenko vandt ved Sommer-OL i 1936 i Berlin en bronzemedalje i 50 km kapgang med en personlig rekordtid på 4:32:42,2, efter briten Harold Whitlock, der med tiden 4:30:41,4 satte en ny olympisk rekordtid, og dernæst schweizeren Arthur Tell Schwab med tiden 4:32:09,2.